# Delia arenicola
Delia arenicola är en tvåvingeart som beskrevs av Griffiths 1991. Delia arenicola ingår i släktet Delia och familjen blomsterflugor.
Artens utbredningsområde är Saskatchewan. Inga underarter finns listade i Catalogue of Life.